# Duchess Bridge
Die Duchess Bridge ist eine Fußgängerbrücke in der schottischen Ortschaft Langholm in der Council Area Dumfries and Galloway. 1971 wurde das Bauwerk in die schottischen Denkmallisten zunächst in der Kategorie B aufgenommen. Die Hochstufung in die höchste Denkmalkategorie A erfolgte 1988.

## Beschreibung
Die Duchess Bridge liegt am Nordrand von Langholm. Sie wurde 1813 nach einem Entwurf des Ingenieurs William Keir auf einem herrschaftlichen Anwesen des Dukes of Buccleuch erbaut. Keir orientierte sich bei seinen Planungen vermutlich an den Arbeiten Thomas Telfords. Die Fußgängerbrücke diente der Querung des Esk. Die Elemente des Gusseisenviadukts wurden im englischen Workington gegossen und vor Ort zusammengefügt. Der 31,7 m lange Viadukt überspannt den Esk mit einem Bogen aus Stahlfachwerk. Gusseiserne Brüstungen mit schlichten Balustern begrenzen die 1,8 m breite Duchess Bridge. Auf beiden Seiten fächert die Brüstung auf.